# Aedes leucomeres
Aedes leucomeres är en tvåvingeart som först beskrevs av Giles 1904.  Aedes leucomeres ingår i släktet Aedes och familjen stickmyggor.
Artens utbredningsområde är Filippinerna. Inga underarter finns listade i Catalogue of Life.